# Piramide di Tirana
La Piramide di Tirana (in albanese Piramida) è un edificio che si trova a Tirana sul boulevard Dëshmorët e Kombit.

## Storia
La Piramide è stata aperta al pubblico il 14 ottobre 1988 come museo celebrativo di Enver Hoxha, il leader storico dell'Albania comunista, morto tre anni prima. La struttura è stata co-progettata dalla figlia di Hoxha, Pranvera, e dal genero, Klement Kolaneci, insieme a Pirro Vaso e Vladimir Bregu e, al tempo della sua costruzione, era considerato l'edificio più costoso mai costruito in Albania.
Nel 1991, a seguito al crollo del comunismo in Albania, il museo è diventato un centro congressi intitolato a Pjeter Arbnori per poi esser utilizzato come base NATO durante la guerra del Kosovo. Dal 2001 una parte della Piramide è stata utilizzata come centro di trasmissione da Top Channel e Top Albania Radio.
Negli anni dieci del XXI secolo sono state numerose le proposte per demolire la Piramide e riqualificare il terreno circostante e altrettante le petizioni a sua difesa, ma infine nel 2018 è stata decisa la riqualificazione della Piramide ad opera dello studio di architettura olandese MVRDV.